# Morte di Elaine Herzberg
La morte di Elaine Herzberg (2 agosto 1968 - 18 marzo 2018) è stato il primo caso attestato di un incidente letale che coinvolse un'automobile a guida autonoma, in seguito ad una collisione avvenuta a tarda sera il 18 marzo 2018.

## Incidente
La Herzberg stava spingendo una bicicletta attraverso una strada a quattro corsie a Tempe, Arizona, quando fu colpita da un veicolo di prova Uber, che stava operando in modalità guida autonoma con un autista seduto al posto di guida. In seguito alla collisione la Herzberg è stata portata all'ospedale, dove è morta per le ferite riportate.
A causa dell'incidente mortale, Uber sospese immediatamente i test sui veicoli a guida autonoma in Arizona, dove tali test erano stati caldamente benvenuti dall'agosto 2016. Uber ha anche deciso di non rinnovare il suo permesso per i test di veicoli a guida autonoma in California, quando è scaduto alla fine di marzo 2018.
La Herzberg è stata in particolare la prima morte riguardante un pedone che coinvolgeva un'auto a guida autonoma; un precedente incidente, in cui era rimasto ucciso il conducente di un'auto semi-autonoma, era avvenuto quasi due anni prima. Un reporter del Washington Post paragonò il destino di Herzberg a quello di Bridget Driscoll che, nel Regno Unito del 1896, fu il primo pedone ad essere ucciso da un'automobile.

## Resoconto della collisione
Elaine Herzberg stava attraversando Mill Avenue da ovest a est, a circa 110 metri a sud dell'incrocio con Curry Road, al di fuori dell'attraversamento pedonale designato, vicino alla Red Mountain Freeway. Stava spingendo una bicicletta carica di borse della spesa, e aveva attraversato almeno due corsie quando venne colpita all'incirca alle ore 21:58 MST, da un prototipo Uber di automobile a guida autonoma basato su una Volvo XC90, che viaggiava verso nord.
Il veicolo stava funzionando in modalità autonoma dalle 21:39, diciannove minuti prima che colpisse e uccise la Herzberg. L'autista della macchina, Rafaela Vasquez, non intervenne in tempo per impedire la collisione. La telemetria del veicolo ottenuta dopo l'incidente ha mostrato che l'operatore umano ha reagito sterzando il volante meno di un secondo prima dell'impatto, e ha attivato i freni meno di un secondo dopo l'impatto.

## Indagini sulle cause

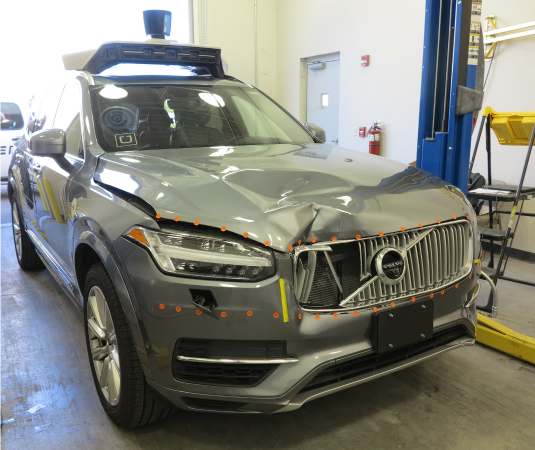
L'auto-guida di Uber Volvo XC90 coinvolto, con danni sul lato anteriore destro.

I resoconti sullo schianto sono stati contrastanti, specie per quanto riguardava il limite di velocità sul luogo dell'incidente. Secondo la polizia di Tempe, la macchina viaggiava ai 56 km/h, ma questo è contraddetto da un limite di velocità di 72 km/h.
Successivamente sono emerse prove di uno stretto legame tra Uber e il governatore dello stato, che ha permesso e difeso una tecnologia non ancora pronta per l'effettiva messa in strada, e potrebbe aver influenzato le conclusioni preliminari sull'incidente. Inoltre, l'ufficio del procuratore distrettuale della contea si è ritirato dall'indagine, a causa di una precedente partnership con Uber la quale promuoveva i propri servizi come alternativa alla guida sotto l'influenza dell'alcool.
Successivamente gli investigatori federali hanno sostenuto che la velocità massima consentita dalla legge su quel tratto potrebbe non essere stata rilevante nel provocare l'incidente notturno.
Il National Transportation Safety Board (NTSB) ha inviato una squadra di investigatori federali per raccogliere dati dagli strumenti del veicolo e per esaminare le condizioni del veicolo insieme alle azioni intraprese dal conducente. I loro risultati preliminari sono stati confermati da molti registratori di dati sugli eventi e hanno dimostrato che il veicolo viaggiava ai 69 km/h quando la Herzberg è stata rilevata dai sensori per la prima volta 6 secondi prima dell'impatto a 115 metri di distanza; per 4 secondi il sistema di guida automatica non ha notificato al pilota che era necessaria la frenata di emergenza.
Un veicolo che viaggia a 72 km/h può generalmente fermarsi in meno di 59 m. Poiché la macchina ebbe un ritardo di 1,3 secondi prima di capire che era necessaria la frenata di emergenza si ritiene che essa stava procedendo troppo velocemente per le condizioni stradali.
Una distanza di arresto totale di 23 metri in sé implicherebbe una velocità inferiore a 40 km/h e in tal caso l'intervento umano sarebbe stato ancora richiesto dalla legge.
Il tempo di percezione e reazione del computer sarebbe stato un fattore limitante della velocità se la tecnologia fosse stata superiore agli umani in situazioni ambigue; tuttavia, la nascente tecnologia computerizzata di frenata è stata disabilitata il giorno dello schianto, e l'apparente tempo di 4 secondi di percezione-reazione è stato invece un ulteriore ritardo per il tempo di reazione-percezione umano ancora necessario di 1-2 secondi.
Il video rilasciato dalla polizia il 21 marzo ha mostrato che la conducente non stava guardando la strada poco prima che il veicolo colpisse la Herzberg.

### Ambiente
Il capo della polizia di Tempe, Sylvia Moir, ha dichiarato che la collisione era "inevitabile" in base all'indagine iniziale della polizia, che includeva un'analisi del video catturato da una telecamera di bordo.
Moir accusò la Herzberg di aver attraversato la strada in modo rischioso: "È pericoloso attraversare le strade nelle ore serali senza utilizzare gli attraversamenti pedonali quando questi vi sono e sono ben illuminati".
Secondo Uber, i conducenti che devono garantire la sicurezza sono stati addestrati a tenere le mani molto vicine al volante tutto il tempo mentre guidano il veicolo in modo che siano pronti a prendere rapidamente il controllo se necessario.

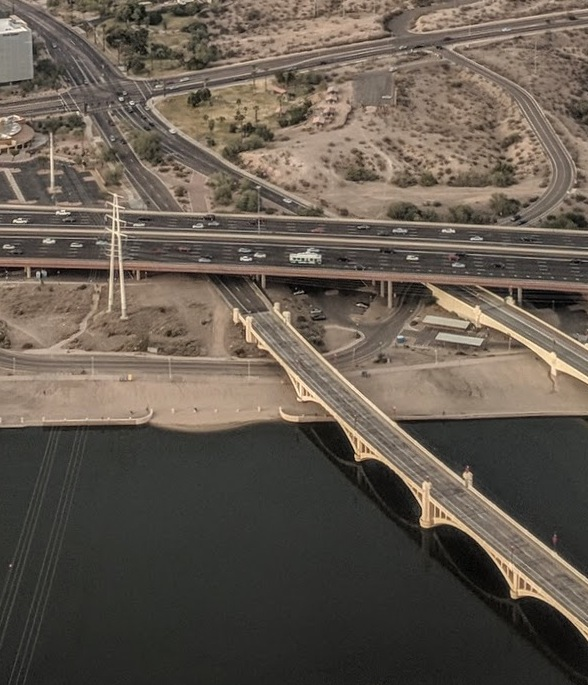
Fotografia aerea dell'area in cui si è verificata la collisione, rivolta verso nord. Mill Avenue corre dall'angolo in alto a sinistra all'angolo in basso a destra (nord-sud), e la mediana ornamentale in mattoni è appena a sud dell'incrocio con Curry / Washington.

La polizia di Tempe ha rilasciato un video il 21 marzo che mostra i filmati registrati da due videocamere di bordo: una che guarda di fronte e una che cattura le azioni del guidatore.
Il video rivolto in avanti mostra che l'auto a guida autonoma stava viaggiando nella corsia più a destra quando ha colpito la Herzberg.
Il video rivolto al guidatore mostra che il conducente garante della sicurezza stava guardando in basso prima della collisione.
L'operatore Uber è responsabile dell'intervento e del controllo manuale quando necessario e del monitoraggio dei messaggi diagnostici, visualizzati su uno schermo nella console centrale.
In un'intervista condotta dopo l'incidente con NTSB, l'autista ha dichiarato che stava monitorando lo stack centrale al momento della collisione.
Dopo la pubblicazione del video di Uber, la giornalista Carolyn Said ha osservato che la descrizione della polizia sul percorso della Herzberg implicava che essa aveva già attraversato due corsie prima di essere colpita dal veicolo autonomo.
Il Marquee Theatre e il Tempe Town Lake si trovano a ovest di Mill Avenue, e i pedoni sporadicamente attraversano la strada tagliandola a metà senza deviare a nord verso il passaggio pedonale.
Secondo quanto riportato dal Phoenix New Times, Mill Avenue contiene quello che sembra essere un sentiero lastricato di mattoni nella mediana tra le corsie in direzione nord e sud; tuttavia, i segnali posizionati vietano ai pedoni di attraversare in quel luogo.

### Problemi del software
Michael Ramsey, un esperto di auto autonome con la società Gartner, ha caratterizzato il video come "un completo fallimento del sistema nel riconoscere una persona che è visibile per una certa distanza nell'inquadratura. Uber ha alcune serie spiegazioni da fare sul perché questa persona non è stata vista e sul perché il sistema non si è attivato".
James Arrowood, un avvocato specializzato in auto senza conducente in Arizona, ha erroneamente ipotizzato che il software potrebbe aver deciso di procedere comunque dopo aver ipotizzato che la Herzberg avrebbe ceduto il suo diritto di precedenza.
La legge dell'Arizona (ARS 28-793) afferma che i pedoni che attraversano la strada fuori da un passaggio pedonale devono cedere il diritto di precedenza alle auto.
Per Arrowood, "Il computer prende una decisione. Dice: "Ehi, c'è questo oggetto che si muove di 3 o 5 metri a sinistra di me, mi muovo o no?" È (o potrebbe essere) programmato per assumere che ha il diritto di precedenza, partendo dal presupposto che qualunque cosa si muova gli darà il diritto di precedenza."
Il rapporto preliminare NTSB, tuttavia, ha rilevato che il software ha ordinato alla vettura di frenare 1,3 secondi prima della collisione.
Un video girato dalla videocamera del cruscotto del veicolo ha mostrato che la conducente guardava in basso, lontano dalla strada.
Inoltre è emerso che le sue mani non erano sopra il volante, che è quello che i conducenti sono stati istruiti a fare in modo che possano riprendere rapidamente il controllo della vettura.
Uber è passata da avere due dipendenti in ogni auto ad uno soltanto.
I dipendenti che viaggiavano in coppia avevano compiti diversificati: uno pronto a subentrare se il sistema autonomo non funzionava, e un altro a tenere d'occhio ciò che il computer di bordo stava rilevando.
Il portavoce di Uber, ha detto che la seconda persona era in auto per compiti puramente legati ai dati, non alla sicurezza.
Quando Uber è passata all'utilizzo di un solo operatore, alcuni dipendenti hanno espresso preoccupazioni per la sicurezza ai manager: erano preoccupati guidare da soli avrebbe reso più difficile rimanere vigili durante ore di guida monotona. 

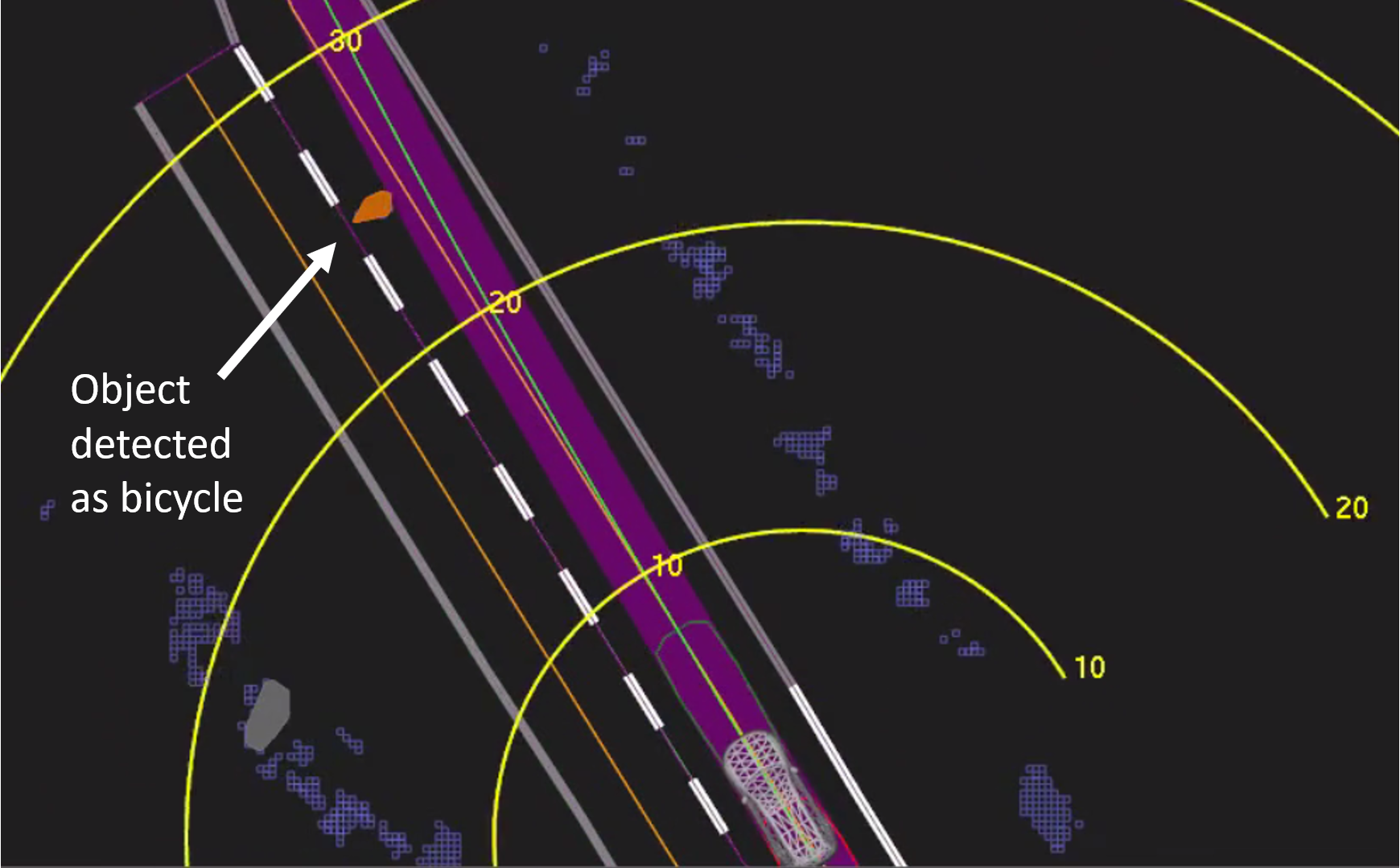
Riproduzione dei dati del sistema auto-guida a 1,3 secondi prima dell'impatto. Distanze mostrate in metri.

La telemetria registrata mostrò che il sistema aveva rilevato la Herzberg sei secondi prima dell'incidente e l'aveva classificata prima come un oggetto sconosciuto, poi come un veicolo, e infine come una bicicletta, ognuno di questi elementi aveva un diverso percorso e velocità prevista secondo la logica computerizzata.
1,3 secondi prima dell'impatto, il sistema ha determinato che era necessaria una frenata di emergenza, che viene normalmente eseguita dall'operatore del veicolo.
Tuttavia, il sistema non è stato progettato per avvisare l'operatore e non ha effettuato un arresto di emergenza da solo, poiché "le manovre di frenata di emergenza non sono abilitate mentre il veicolo è sotto controllo del computer, per ridurre il rischio potenziale di comportamento irregolare del veicolo", secondo la NTSB.

### Problemi del sensore
Brad Templeton, che ha fornito consulenza per il concorrente di auto a guida autonoma Waymo, ha osservato che l'auto era equipaggiata con sensori avanzati, tra cui radar e LiDAR, che non sarebbero stati influenzati dall'oscurità.
Templeton ha dichiarato: "So che la tecnologia [dei sensori] è migliore di questo livello, quindi ritengo che debba essere un fallimento di Uber".
Arrowood ha anche riconosciuto potenziali problemi con il sensore: "In realtà quello che stiamo per chiedere è, a che punto dovrebbero o potrebbero quei sensori riconoscere il movimento a sinistra. Presumibilmente la donna era da qualche parte nell'oscurità."
In un evento stampa condotto da Uber a Tempe nel 2017, i conducenti hanno sostenuto la tecnologia dei sensori, dicendo che erano efficaci nell'anticipare i movimenti imprevedibili, specialmente nell'oscurità, fermando i veicoli autonomi prima che il conducente potesse persino vedere i pedoni.
Tuttavia, è stato necessario un intervento manuale da parte dei conducenti di sicurezza per evitare una collisione con un altro veicolo su almeno un caso con un reporter presente.
Uber ha annunciato che avrebbe sostituito la sua flotta autonoma basata su Ford Fusion con auto basate sulla Volvo XC90 ad agosto 2016; le XC90 vendute a Uber sarebbero state pronte a ricevere l'hardware e il software di controllo del veicolo di Uber, ma non includevano nessuno dei sistemi avanzati di assistenza alla guida di Volvo.
Uber ha caratterizzato la suite di sensori collegata alla Fusion come modello "desktop" e quella collegata alla XC90 come "laptop", sperando di sviluppare presto il modello "smartphone".
Secondo Uber, la suite per XC90 è stata sviluppata in circa quattro mesi.
La XC90, modificata da Uber, includeva un sensore LiDAR montato sul tetto e 10 sensori radar, fornendo una copertura a 360 ° attorno al veicolo.
In confronto, la Fusion aveva sette sensori LiDAR (incluso uno montato sul tetto) e sette sensori radar. Secondo Velodyne, il fornitore del LiDAR di Uber, il sensore LiDAR montato sul tetto ha uno stretto raggio verticale che impedisce il rilevamento di ostacoli a livello del suolo, creando un punto cieco attorno al veicolo.
Marta Hall, il presidente di Velodyne ha commentato: "Se hai intenzione di evitare i pedoni, avrai bisogno di un lidar laterale per vedere quei pedoni ed evitarli, specialmente di notte".
Tuttavia, la suite di sensori radar aumentata sarebbe in grado di rilevare gli ostacoli nel punto cieco LiDAR.

### Distrazione
Giovedì 21 giugno 2018, il dipartimento di polizia Tempe ha pubblicato un rapporto dettagliato insieme ai media catturati dopo l'impatto, tra cui una registrazione audio della chiamata al 911 fatta dall'autista, Rafaela Vasquez.
Dopo l'incidente, la polizia ha ottenuto mandati di perquisizione per i cellulari di Vasquez e per servizi di streaming video.
L'inchiesta ha concluso che, poiché i dati hanno mostrato che stava trasmettendo The Voice in streaming al momento dell'incidente, e la videocamera rivolta al guidatore nella Volvo ha mostrato che "la sua faccia sembra reagire e mostrare un ghigno o ridere in vari punti durante il tempo mentre sta guardando in basso ", Vasquez potrebbe essere stata distratta dal suo lavoro principale di monitoraggio delle condizioni stradali e del veicolo.
La polizia di Tempe ha concluso che lo schianto era "del tutto evitabile" e ha criticato Vasquez per la sua "negligenza nella funzione di lavoro assegnatale di intervenire in una situazione pericolosa".
Le registrazioni indicano che lo streaming è iniziato alle 21:16 e terminato alle 21:59.
Basandosi su un esame del video catturato dalla videocamera rivolta verso il guidatore, Vasquez stava guardando verso il suo ginocchio destro 166 volte per un totale di 6 minuti, 47 secondi durante i 21 minuti, 48 secondi prima dello schianto.
Poco prima dello schianto, Vasquez guardava in grembo per 5,3 secondi; alzando lo sguardo mezzo secondo prima dell'impatto.
Vasquez ha dichiarato nel suo colloquio post-incidente con l'NTSB che aveva monitorato i messaggi di sistema sulla consolle centrale e che non ha usato nessuno dei suoi telefoni cellulari fino a quando non ha chiamato il 911.
Secondo una fonte Uber anonima, i piloti di sicurezza non sono responsabili del monitoraggio dei messaggi diagnostici.
Vasquez ha anche detto ai poliziotti di rispondere che teneva le mani vicino al volante in preparazione per prendere il controllo, se necessario, il che contraddiceva il video sul conducente, che non mostrava le sue mani vicino al volante.
La polizia ha concluso che, date le stesse condizioni, Elaine Herzberg sarebbe stata visibile all'85% degli automobilisti ad una distanza di 44 metri, 5,7 secondi prima che l'auto la colpisse.
Secondo il rapporto della polizia, Vasquez avrebbe dovuto essere in grado di schiacciare il freno almeno 0,57 secondi prima, il che avrebbe garantito a Herzberg il tempo sufficiente per passare in sicurezza davanti alla macchina.
Il rapporto della polizia è stato consegnato all'Ufficio del Procuratore della Contea di Yavapai per la revisione di eventuali accuse di omicidio colposo.
L'ufficio del procuratore della contea di Maricopa si è ritirato dall'accusa per un potenziale conflitto di interessi, come aveva precedentemente fatto con Uber in una campagna del marzo 2016 contro la guida in stato di ebbrezza.
Il 4 marzo 2019 l'avvocato della contea di Yavapai ha rilasciato una lettera in cui si afferma che "non esiste alcuna base per la responsabilità penale" nei confronti di Uber Corporation; e le potenziali accuse contro l'autista dovrebbero essere ulteriormente approfondite dal procuratore della contea di Maricopa, nonostante centinaia di pagine di indagini, e una determinazione da parte della polizia di Tempe che l'autista dovrebbe essere accusata di omicidio colposo.

### Altri fattori
Secondo il rapporto preliminare della collisione rilasciata dall'NTSB, Herzberg era risultata positiva alla metanfetamina e alla marijuana in un test tossicologico condotto dopo la collisione.
La stessa tossicologia residua non stabilisce se o quando fosse sotto la loro influenza, e quindi un fattore reale.
Le facoltà inibite possono ipoteticamente influire sulla capacità relativa di auto-conservazione dell'ultimo minuto.
Tuttavia, la sua mera presenza sulla strada molto in anticipo era il fattore che invocava il dovere della macchina di frenare; nonché il comune dovere legale di evitare sia lei che altri oggetti generici, animati o meno.
Il 24 maggio, la NTSB ha rilasciato un rapporto preliminare sull'incidente, il comunicato stampa afferma che la Herzberg "era vestita con abiti scuri, non guardava nella direzione del veicolo (...) attraversava (...) in una sezione non illuminata direttamente dall'illuminazione (...) entrava nella carreggiata dove i segnali stradali avvertono i pedoni di usare un passaggio pedonale a nord."
La camera di bordo della Uber puntata in avanti non ha rilevato la Herzberg fino a circa 1,4 secondi prima della collisione. Tuttavia, i video notturni girati da altri automobilisti nei giorni successivi all'incidente, oltre ai loro commenti, stabiliscono che l'area era ben illuminata e che l'apparizione della Herzberg in ritardo nei sensori video di Uber derivava dalla bassa sensibilità della fotocamera; la Herzberg sarebbe stata visibile a Vasquez entrando nel suo campo visivo se quest'ultima avesse guardato davanti a lei.
Mentre il movimento improvviso e irregolare può costituire alibi difensivo al controllo completo della carreggiata, esso non è necessariamente stato la causa primaria dell'incidente.
Se la Herzberg fosse stata piuttosto un alce o uno scuolabus fuori controllo nell'area consentita della carreggiata, i passeggeri dell'auto a guida autonoma - che non è riuscita ad assicurare un'accettabile distanza di arresto entro il suo raggio visivo - potevano restare uccisi.
I conducenti dei veicoli a motore devono essere sempre attenti a bambini, animali e altri pericoli che potrebbero introdursi nella carreggiata.

## Coordinamento con il governo statale
Prima dell'incidente dalle conseguenze letali, il governatore dell'Arizona Doug Ducey aveva incoraggiato Uber a fare le sue prove nello stato stabilendo un atteggiamento positivo nei confronti dei test di veicoli autonomi.
Secondo l'ufficio di Ducey, il comitato, composto da otto impiegati statali nominati dal governatore, si è riunito due volte da quando è stato formato.
A dicembre 2016, Ducey ha rilasciato una dichiarazione in cui si danno il benvenuto alle auto autonome di Uber: "L'Arizona accoglie le auto Uber senza guida manuale con le braccia aperte e le ampie strade aperte. Mentre la California mette i freni all'innovazione e cambia con più burocrazia e più regolamentazione, l'Arizona sta aprendo la strada a nuove tecnologie e nuove imprese."
Le e-mail tra Uber e l'ufficio del governatore hanno mostrato che Ducey è stato informato che i test dei veicoli autonomi sarebbero iniziati ad agosto 2016, diversi mesi prima dell'annuncio ufficiale che avrebbe dato il benvenuto a Uber a dicembre.
Il 1 marzo 2018, Ducey ha firmato l'Executive Order (XO) 2018-04, delineando i regolamenti per i veicoli autonomi.
In particolare, il regolamento XO 2018-04 richiede che l'azienda che collauda auto a guida autonoma fornisca una dichiarazione scritta che "il veicolo completamente autonomo raggiungerà una condizione di rischio minimo" in caso di guasto.

## Conseguenze
Dopo la collisione che ha ucciso la Herzberg, Uber ha cessato di testare veicoli autonomi nelle quattro città (Tempe, San Francisco, Pittsburgh e Toronto ) dove li aveva schierati.
Il 26 marzo, il Governatore Ducey ha inviato una lettera al CEO di Uber, Dara Khosrowshahi, sospendendo i test delle auto a guida autonoma di Uber nello stato.
Nella lettera, Ducey ha dichiarato: "Come governatore, la mia priorità principale è la sicurezza pubblica. Migliorare la sicurezza pubblica è sempre stata la priorità posta dall'approccio dell'Arizona alla sperimentazione di veicoli autonomi, e la mia aspettativa è che la sicurezza pubblica sia anche la massima priorità per tutti coloro che operano con questa tecnologia nello stato dell'Arizona."
Uber ha anche annunciato che non rinnoverà il suo permesso di testare auto autonome in California dopo che il Dipartimento della California dei veicoli a motore ha scritto per informare Uber che il suo permesso scadrà il 31 marzo e "qualsiasi analisi o indagine dal recente incidente in Arizona" dovrebbe essere affrontata e completata prima che l'autorizzazione possa essere rinnovata.
I problemi legali per Uber erano tra le possibili conseguenze degli incidenti.
La famiglia della Herzberg ha mantenuto contatti con lo studio legale Bellah Perez, e ha raggiunto rapidamente un accordo segreto il 28 marzo mentre le autorità locali e federali hanno continuato le indagini.
Mentre un accordo segreto ha pressoché seppellito il problema della responsabilità, esso allo stesso tempo ha evidenziato l'esistenza delle basi per una causa legale. L'abbondanza di registratori di dati sugli eventi ha lasciato poche domande di fatto da determinarsi da parte di una corte.
L'incidente ha portato alcune aziende a cessare temporaneamente le prove su strada di veicoli autonomi.
Il CEO di Nvidia, Jensen Huang, ha dichiarato: "Non sappiamo se potremo fare qualcosa di diverso, ma dovremo darci il tempo di vedere se possiamo imparare qualcosa da quell'incidente".
Più tardi nel corso dell'anno, Uber ha pubblicato un rapporto di sicurezza di 70 pagine di riflessione in cui ha dichiarato che il potenziale per le sue auto a guida autonoma è più sicuro di quelle guidate dagli esseri umani.
Per essere legale in tutti gli stati per uso privato, o ovunque a livello commerciale, la tecnologia deve riuscire a codificare nel software una minima distanza d'arresto di sicurezza universale.
La National Highway Traffic Safety Administration e l'American Automobile Association avevano precedentemente identificato la guida notturna come tipologia di guida ideale per il miglioramento delle condizioni di sicurezza.
Ciò rassomiglia cambiamenti simili nei confronti della tolleranza alla guida in stato di ebbrezza a partire dalla fine degli anni Settanta fino agli anni Novanta.
Il 20 dicembre 2018, Uber ha reimmesso le sue auto a guida autonoma sulle strade nelle prove pubbliche a Pittsburgh, in Pennsylvania, in seguito all'incidente del 18 marzo 2018.
Uber ha dichiarato di aver ricevuto l'autorizzazione dal Dipartimento dei trasporti della Pennsylvania.
Uber ha dichiarato di stare perseguendo gli stessi obiettivi con le auto autonome sulle strade di San Francisco, in California e Toronto, in Ontario .